# HPD Japetić
HPD Japetić je planinarsko društvo iz Samobora, osnovano 1. srpnja 1923.
Osnivači su bili Samoborci: Josip Filipec, Josip i Stanko Kompare, Viktor Matota, Josip Melinšćak, Milan Noršić, Franjo Regović, Stjepan Šoić i Vjekoslav Vrbanić. Na prvoj sjednici odbora 7.kolovoza 1923. za predsjednika podružnice izabran je Stjepan Fresl i već na toj sjednici potaknuta je rasprava o markacijama u Samoborskom gorju. Godinu dana kasnije za predsjednika je izabran Stjepan Šoić.

## Planinarstvo uSamoboru
Hrvatsko planinarsko društvo (HPD) osnovano je 1874. u Zagrebu. Svoj prvi izlet organiziralo je na Oštrc i Plešivicu u Samoborskom gorju 17. svibnja 1875. godine. U Samoboru društvo ima povjerenika koji je 1877. dao prokrčiti stazu na Okić-grad. U popisima članova HPD do Prvog svjetskog rata nalazimo više članova Samoboraca. HPD izgrađuje 1881. piramidu na vrhu Plešivice. Akcija osnivanja podružnice HPD-a u Samoboru 1899. nije uspjela. Prema neprovjerenim podacima prve staze iz Samobora na okolna brda su markirane 1903. Do Prvog svjetskog rata HPD je markirao više staza po Samoborskom gorju. HPD je 1922. otvorio planinarsko sklonište u iznajmljenoj kući u Prekrižju Plešivičkom.
Podružnica Hrvatskog planinarskog društva u Samoboru osnovana je 1. srpnja, 1923. godine na Gradišću kod Samobora pod imenom "Japetić".
Početno razdoblje djelovanja podružnice obilježilo je preuzimanje piramide na Tepcu i ruševina starog grada Samobora i Okića. Održavani su izleti u Samoborsko gorje i Žumberačku goru, na Strahinjščicu i Medvednicu. Značajni izleti su bili na Plitvička jezera te na Bled i Bohinj.
Podružnica je 1925. godine prokrčila i markirala "Pasarićev put" nazvan po predsjedniku HPD-a. Put je vodio iz Rudarske drage ("Barutana") pokraj Gregurić-Brega, Črnca i Velikog dola na Oštrc. Put je svečano otvoren 17.5.1925, točno 50. godina nakon prvog izleta HPD-a. Iduće godine (20.5.1926.) podružnica otvara planinarsku kuću nedaleko vrha Japetića. Nazvana je imenom darovatelja - "Mesićeva kuća". Tijekom 1929. i 1930. u kuću je bilo nekoliko puta provaljeno, a 1931. kuća je izgorjela.
Iste godine prestala je s radom šumska željeznica u Lipovečkoj dragi i podružnica je zakupila napuštenu željezničku postaju pod Lipovec-gradom. Zgradu je preuredila u planinarsku kuću i svečano otvorila 23.7.1931. pod nazivom "Šoićeva kuća pod Lipovcem". Kuća je i danas važno polazište planinarskih izleta u sve predjele Samoborskog gorja.
Foto sekcija se osniva 1925, skijaška sekcija 1931. Posebna sekcija se brine o održavanju predavanja s dijapozitivima. Sekcija za markiranje obilježava putove na Samoborskom gorju. Broj članova se postupno povećava.
Nastoji se privući što veći broj planinara i izletnika u Samobor. U dogovoru s upravom Samoborske željeznice nedjeljom se uvodi posebni planinarski vlak. Označuju se novi putovi, postavljaju putokazi, kao vrhunac djelatnosti izdana je 1937. godine planinarska karta, a pregledne karte Samoborskog gorja postavljene su na željezničkoj postaji i na glavnom trgu u Samoboru.
Iza rata, planinari djeluju od 1946. godine u sekciji Fiskulturnog društva "Samobor", koja se 26.6.1948. osamostaljuje pod nazivom Planinarsko društvo "Samobor". Društvo 1953. godine vraća ime "Japetić" i razvija raznolike planinarske djelatnosti.
Zalaganjem članova Društva, 2016. godine se Društvo seli iz dugogodišnje iznajmljene lokacije u vlastite prostorije u Ulici Ivana Perkovca.

## Godišnjak Društva "Japetić"
Društvo je 2010. godine pokrenulo godišnji informativni časopis kojim prikazuje bogati društveni život HPD Japetić prvenstveno članovima, ali i svim zainteresiranim ljubiteljima planina i prirode, s izraženom sviješću da popularizira planinarenje i promiče ljepote Samoborskog i Žumberačkog gorja te planina Hrvatske i šire. 
Godišnjak prikazuje sličice iz prošlosti i rad svih sekcija Društva, od markacijske, izletničke do alpinističke, informacije o planu pl. izleta te s radom Planinarske škole i Malih Planinara, planinarskih izleta roditelja i djece.
.

## Monografija Društva "Japetić"
Uz obljetnicu 90. godina osnivanja, 2013. godine, HPD "Japetić" je predstavio monografiju Društva, izdanje koje se odnosi na očuvanje baštine, povijesti sporta, rekreacije i kulture samoborskog kraja.                                                                                                                                                                                                                                                                                                                                                                                                                                                                                                                                                                                                                                                                                                                                                                                                                                                                                                                                                                                                                                                                                                                                                                                                                                                                                                                                                                                                                                                                                                                                                                                                                                                                                                                                                                                                                                                                                                                                                                                                                                                                                                                                                                                                                                                                                                                                                                                                                                                                                                                                                                                                                                                                                                                                                                                                                                                                                                                                                                                                                                                                                                                                                                                                                                                                                                                                                                                                                                                                                                                                                                                                                                                                                                                                                                                                                                                                                                                                                                                                                                                                                                                                                                                                                                                                                                                                                                                                                                                                                                                                                                                                                                                                                                                                                                                                                                                                                                                                                                                                                                                                                                                                                                                                                                                                                                                                                                                                                                                                                                                                                                                                                                                                                                                                                                                                                                                                                                                                                                                                                                                                                                                                                                                                                                                                                                                                                                                                                                                                                                                                                                                                                                                                                                                                                                                                                                                                                                                                                                                                                                                                                                                                                                                                 
Djelovanje Društva opisano je na 260 stranica a u Monografiji je opisan i planinarski životopis 181 zaslužnog planinara Društva. Monografija sadrži 540 fotografija i 150 fotografija zaslužnih planinara, ukupno skoro 700.                                                                                                                                                                                                                                                                                                                                                                                                                                                                                                                                                                                                                                                                                                                                                                                                                                                                                                                                                                                                                                                                                                                                                                                                                                                                                                                                                                                                                                                                                                                                                                                                                                                                                                                                                                                                                                                                                                                                                                                                                                                                                                                                                                                                                                                                                                                                                                                                                                                                                                                                                                                                                                                                                                                                                                                                                                                                                                                                                                                                                                                                                                                                                                                                                                                                                                                                                                                                                                                                                                                                                                                                                                                                                                                                                                                                                                                                                                                                                                                                                                                                                                                                                                                                                                                                                                                                                                                                                                                                                                                                                                                                                                                                                                                                                                                                                                                                                                                                                                                                                                                                                                                                                                                                                                                                                                                                                                                                                                                                                                                                                                                                                                                                                                                                                                                                                                                                                                                                                                                                                                                                                                                                                                                                                                                                                                                                                                                                                                                                                                                                                                                                                                                                                                                                                                                                                                                                                                                                                                                                                                                                                                                                                                                                 
Nakon brošure Pedeset godina planinarskog društva „Japetić“ izdane 1973. koju je napisao Ivica Sudnik ovo je prvi pokušaj da se prikaže djelovanje Društva.                                                                                                                                                                                                                                                                                                                                                                                                                                                                                                                                                                                                                                                                                                                                                                                                                                                                                                                                                                                                                                                                                                                                                                                                                                                                                                                                                                                                                                                                                                                                                                                                                                                                                                                                                                                                                                                                                                                                                                                                                                                                                                                                                                                                                                                                                                                                                                                                                                                                                                                                                                                                                                                                                                                                                                                                                                                                                                                                                                                                                                                                                                                                                                                                                                                                                                                                                                                                                                                                                                                                                                                                                                                                                                                                                                                                                                                                                                                                                                                                                                                                                                                                                                                                                                                                                                                                                                                                                                                                                                                                                                                                                                                                                                                                                                                                                                                                                                                                                                                                                                                                                                                                                                                                                                                                                                                                                                                                                                                                                                                                                                                                                                                                                                                                                                                                                                                                                                                                                                                                                                                                                                                                                                                                                                                                                                                                                                                                                                                                                                                                                                                                                                                                                                                                                                                                                                                                                                                                                                                                                                                                                                                                                                                                

## Planinarski pohodi
U sjećanje na prvi društveni izlet HPD-a, od 1965. Hrvatski planinarski savez i HPD »Japetić« priređuju svakih 10 godina pohode »Tragom prvog izleta HPD-a«. Tom prigodom tisuće planinara i izletnika prolazi trasom od Ruda preko Velikog dola, Oštrca, Rancerja, Prekrižja i Poljanica na Plešivicu.
Društvo priređuje u svibnju Japetićev pohod, svake godine drugom trasom po Samoborskom gorju, a u listopadu Sudnikov pohod planinarskim putom Samoborski muzej - Veliki dol.

Organizirano planinarstvo u Hrvatskoj započelo se razvijati osnutkom Hrvatskog planinarskog društva 1874. godine. Svoju prvu »laznju« Društvo je poduzelo 17. svibnja 1875. na Oštrc i Plešivicu, pod vodstvom predsjednika HPD-a dr. Josipa Schlossera.
U to vrijeme takav je izlet u Samoborsko gorje bio ozbiljan podvig. Planinare koji su vlakom došli do Podsuseda, na rijeci Savi dočekao je samoborski ljekarnik Schwarz. Prespavali su u Samoboru i rano rano uputili se kolima u Rude, a zatim se uspeli na Oštrc, a zatim i na Plešivicu. Tijekom puta bilježili su podatke o flori, fauni, nadmorskoj visini, temperaturi i drugim prirodnim pojavama. Po povratku u Samobor članovi HPD-a dostojno su proslavili svoj uspjeh i tek se trećega dana zadovoljni vratili u Zagreb. Važnost prvog izleta HPD-a ocrtava činjenica je u »Obzoru« već 19. 5. 1875. objavljen Pilarov članak o usponu. 
Evo jednog izvatka iz Pilarova tadašnjeg putopisa: “Prva laznja (danas se govori uspon) društva bje opredieljena na 17. svibnja na Duhovski ponedjeljak, a predmet laznje bio je Oštrc i Plješivica, dva briega rastavljena liepom dolinicom, u kojoj leže Rude blizu Samobora (Zagreb je u to doba bio velik otprilike kao današnji Samobor). Isprva se je bilo prijavilo 25 članova za tu laznju, no malo po malo se je broj učesnika smanjio uslied raznih zapreka, te se napokon od onih, koji su stalno obećali, samo 12 njih na kolodvoru nadje… Večernjim vlakom krenu družba željeznicom do Podsuseda, gdje ih dočeka srdačnim pozdravom ljekarnik Švarc, povjerenik društva za Samobor. Na desnoj obali Save, kuda se prevezoše splavi (tada još nije bilo mosta) bijahu u pripravi troja kola, te veselo, pače pjevajući, prispješe planinci (danas kažemo planinari) u Samobor.”
Slijedi opis kako su se porazmjestili na spavanje, a zatim sam uspon: “Oko 7 sati bijaše društvo u Rudah, oko 8 i pol na Oštrc 2298 stopa nad morem. Premda je to napram alpinskom velegorju neznatna visina, to se ipak ovaj brieg, kako mu i ime kaže, odlikuje svojom strminom, oštrinom, te spada među teže pristupne briegove naše domovine… Nastaviv ovaj put plješivičkom cestom, krenu društvo na sam vrh Plješivice 2470 stopa visoku, kamo iza pospješnog penjanja oko 2 sata popodne prispije… Povratak u Samobor pješke bijaše ugodan i lastan, a dobra večera u čitaonici priređena, završi zaista ugodan, premda trudan dan… Pjevalo se i veselilo do devete ure, našto se društvo iza srčana oprosta od prisutnih Samoboraca raziđe na počinak. Sutradan povratak jutarnjim vlakom.”

## Planinarski putovi
Danas na Samoborskom gorju ima 209 km markiranih planinarskih putova, ukupne visinske razlike 15900 metara a za obilazak svih putova bilo bi vam potrebno oko 74 sata hoda. Markacijska sekcija HPD "Japetić" održava markacije i putokaze na 20 pl. putova dužine 70 km, ukupne visinske razlike 4710 metara a za obilazak svih putova bilo bi vam potrebno oko 22 sata hoda. 
Društvo 1958. otvara Kružni planinarski put "Kroz Samoborsko gorje", 2003. preimenovan u "Samoborsku planinarsku obilaznicu". Do danas je tiskano sedam izdanja planinarskog dnevnika sa zemljovidom. Pl. obilaznicu je obišlo puno planinara iz Samobora, Zagreba, ostalih mjesta u Hrvatskoj i drugih država.

## Planinarski domovi
Od 1931. godine Planinarski dom "Šoićeva kuća" se u nekoliko navrata obnavlja i proširuje a od 2016. godine prestaje s radom. Od 1962. do 1980. godine Društvo upravlja i održava Planinarski dom "Dr. Miroslav Hirtz" u Jablancu. Od 1961. do 1968. članovi društva i građanstvo Samobora grade novi planinarsko-skijaški dom Veliki dol na temeljima predratne Skijaške kuće. 
Danas domom upravlja Gradsko poglavarstvo grada Samobora, a 2005. godine je nazvan Planinarski dom „Ivica Sudnik“, po dugogodišnjem predsjedniku HPD „Japetić“.

## Orijentacijska natjecanja
Natjecanje u kretanju uz pomoć zemljovida i kompasa koje se od 1958. održava jednom godišnje u Samoborskom gorju, prerasta u tradicionalno masovno natjecanje "Memorijal Janko Mišićo", a jedan od organizatora je i PD "Japetić". Članovi društva uspješno sudjeluju kao natjecatelji i na ostalim natjecanjima osvajajući veliki broj nagrada. Od 1993. godine članovi PD "Japetić" okupljaju se u orijentacijskoj sekciji. Sudjeluju na brojnim orijentacijskim natjecanjima i osvajaju vrijedne nagrade.

## Gorska služba spašavanja
Zalaganjem liječnika dr. Andrije Georgijevića osnovana je 1954. Stanica GSS u Samoboru, s ciljem pružanja prve pomoći unesrećenima u Samoborskom gorju, okupljajući stručno školovane planinare. Svake godine stanica ima više akcija u Samoborsko gorju, spašavajući unesrećene ili tražeći nestale.

## Speleološki odsjek
Istraživanje krških pojava u Samoborskom gorju započinje početkom stoljeća, a obnavlja se istraživanjem novootkrivene Grgosove špilje (1973.) i osnivanjem Speleološkog odsjeka PD "Japetić" 1975. godine. U narednim godinama istraženo je niz jama i špilja u Samoborskom gorju, Žumberku, Kordunu i Velebitu. Članovi se mogu pohvaliti silaskom na dno Lukine jame ( -1392 m) na Velebitu i višegodišnjim istraživanjima zamršenog spleta kanala špilje Provala kod sela Donji Oštrc u Žumberku, u dužini preko 1800 m. 

## Ostale djelatnosti
Zaslugom dugogodišnjeg predsjednika PD"Japetić"  Ivice Sudnika, otvorena je 1957. godine planinarska zbirka kao postav Planinarskog muzeja Hrvatske, tada smještena u dijelu Samoborskog muzeja. Obnovom Samoborskog muzeja planinarska zbirka se pohranjuje, a dio eksponata je izložen u stalnom muzejskom postavu. Prigodno se priređuju i planinarske izložbe.

## Sanjkaška sekcija
Šezdesetih godina u društvu se njeguje športsko sanjkanje i priređuju se natjecanja na stazi u Anindolu. Osniva se sanjkaška sekcija u društvu. Članovi sudjeluju i na natjecanjima u Sloveniji. Društvo sudjeluje kod osnutka Sanjkaškog saveza Hrvatske 1961. u Samoboru. Rad sekcije zamire 1970. zbog nemogućnosti održavanja natjecanja na dotadašnjoj stazi.

## PD „Dr.Maks Plotnikov"
U poduzeću "Fotokemika" djelovala je pl. sekcija koja 1955. prerasta u samostalno planinarsko društvo "Dr.Maks Plotnikov" Samobor.

## Sekcija „Samoborka“
U razdoblju od 1979. do 1986. djeluje pl. sekcija u poduzeću "Samoborka", priređujući niz kvalitetnih izleta za svoje članove.

## Društveni izleti
Planinarski izleti predstavljaju glavnu aktivnost većine članova društva. Osim najbliže okolice Samobora priređivani su društveni izleti i na ostale hrvatske planine, posebno na Velebit i planine Gorskog kotara. Članovi su tijekom godina obišli većinu planina na prostoru bivše države. Ipak najviše su obilazili slovenske planine, a posebno Triglav kao najviši vrh. Manje skupine i pojedini članovi popeli su se na niz vrhova u Centralnim Alpama i na najviše vrhove Grčke, Bugarske, Makedonije, Slovačke, Poljske, Italije, Švicarske, Francuske, Japana...

## Visokogorsko planinarenje
Obilaskom visokih planina u snježnim uvjetima bavi se sve više članova. Tako su se u organizaciji PD "Japetić" popeli više puta na Grossglockner (3795m), Mont Blanc (4810m), Matterhorn (4505m) i na Kilimanjaro (5895m) - najviši vrh Afrike. Pojedini članovi pridružili su se drugim organizatorima i pripomogli uspješnim usponima na Toubkal (4165m - Visoki Atlas u Maroku, 1978), Thorong La (5420 m u Himalajama, 1982), Elbrus (5633m na Kavkazu, 1990), Naya Kanga (5846m u Himalajama, 1995). Tu se posebno ističe Roman Vuković koji se popeo na Aconcagvu - 6960m u Andama, najviši vrh Južne Amerike i Peak Korzhenevskoy 7105 m u Pamiru.

## Vanjske poveznice
- Službena stranica HPD Japetić